# Sheridan County (Wyoming)
Das Sheridan County ist ein County im US-Bundesstaat Wyoming. Bei der Volkszählung 2020 hatte das County 30.921 Einwohner. Der Verwaltungssitz (County Seat) ist Sheridan.

## Geographie
Sheridan County bedeckt eine Fläche von 6545 Quadratkilometern; davon sind 10 Quadratkilometer Wasserfläche. Es grenzt im Uhrzeigersinn an die Countys: Big Horn County (Montana), Powder River County (Montana), Campbell County, Johnson County und Big Horn County.

## Geschichte
Das County wurde am 9. März 1888 von der Legislative des Wyoming-Territoriums gegründet. Das County wurde aus einem Teil des Johnson County gebildet. Sheridan County wurde nach Philip Sheridan benannt, einem General im amerikanischen Bürgerkrieg und umstrittenen Indianerkämpfer.

## Demografische Daten

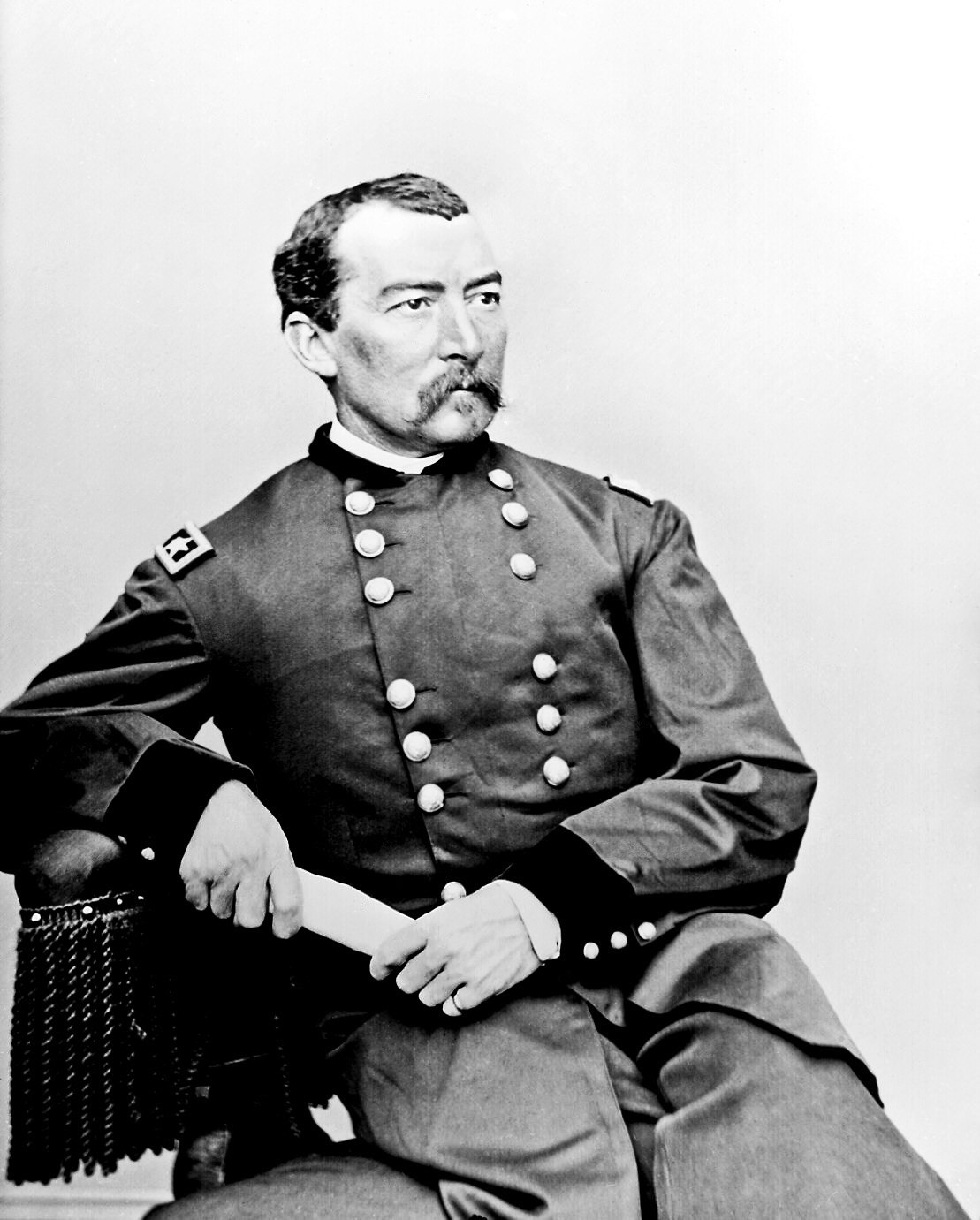
Philip Sheridan

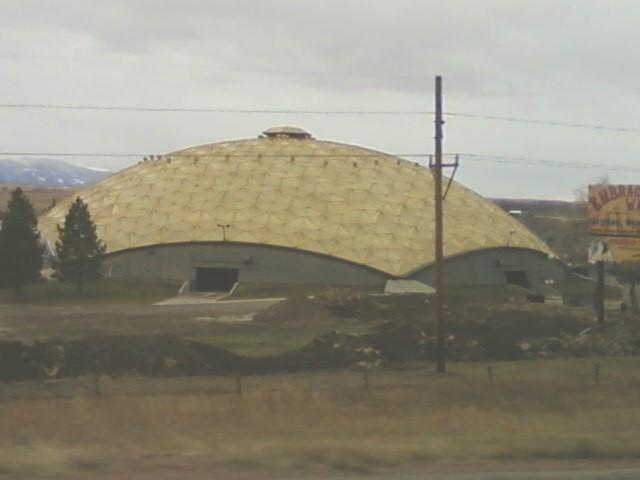
Sportarena Bruce Hoffman Golden Dome

Nach der Volkszählung im Jahr 2000 lebten im Sheridan County 26.560 Menschen. Es gab 11.167 Haushalte und 7.079 Familien. Die Bevölkerungsdichte betrug 4 Einwohner pro Quadratkilometer. Ethnisch betrachtet setzte sich die Bevölkerung zusammen aus 95,88 % Weißen, 0,18 % Afroamerikanern, 1,27 % amerikanischen Ureinwohnern, 0,38 % Asiaten, 0,12 % Bewohnern aus dem pazifischen Inselraum und 0,82 % aus anderen ethnischen Gruppen; 1,34 % stammten von zwei oder mehr ethnischen Gruppen ab. 2,43 % Prozent der Bevölkerung waren spanischer oder lateinamerikanischer Abstammung.
Von den 11.167 Haushalten hatten 28,40 % Kinder und Jugendliche unter 18 Jahre, die bei ihnen lebten. 52,00 % waren verheiratete, zusammenlebende Paare, 8,20 % Prozent waren allein erziehende Mütter, 36,60 % waren keine Familien. 30,90 % waren Singlehaushalte und in 12,50 % lebten Menschen im Alter von 65 Jahren oder darüber. Die Durchschnittshaushaltsgröße betrug 2,31 und die durchschnittliche Familiengröße lag bei 2,90 Personen.
Auf das gesamte County bezogen setzte sich die Bevölkerung zusammen aus 24,10 % Einwohnern unter 18 Jahren, 8,00 % zwischen 18 und 24 Jahren, 25,30 % zwischen 25 und 44 Jahren, 27,10 % zwischen 45 und 64 Jahren und 15,50 % waren 65 Jahre alt oder darüber. Das Durchschnittsalter betrug 41 Jahre. Auf 100 weibliche Personen kamen 95,90 männliche Personen, auf 100 Frauen im Alter ab 18 Jahren kamen statistisch 94,00 Männer.
Das jährliche Durchschnittseinkommen eines Haushalts betrug 34.538 USD, das Durchschnittseinkommen der Familien betrug 42.669. USD. Männer hatten ein Durchschnittseinkommen von 31.381 USD, Frauen 20.354 USD. Das Prokopfeinkommen betrug 19.407 USD. 10,70 % der Familien und 8,60 % der Bevölkerung lebten unterhalb der Armutsgrenze. 14,40 % davon waren unter 18 Jahre und 6,40 % waren 65 Jahre oder älter.

## Orte im Sheridan County
| City - Sheridan | Towns - Clearmont - Dayton - Ranchester |

Census-designated places (CDP)
| - Arvada - Big Horn - Parkman - Story |

Unincorporated Communitys
| - Banner - Burgess Junction - Leiter - Monarch | - Ucross - Wolf - Wyarno |